# برنارد إف. مارتن
برنارد إف. مارتن هو محامي وقاضي وسياسي أمريكي، ولد في 4 فبراير 1845 في مانهاتن في الولايات المتحدة، وتوفي في 10 أغسطس 1914 في أتلانتيك هايلاندس في الولايات المتحدة. نشط حزبياً في الحزب الديمقراطي. وقد انتخب Sheriff of New York County, New York ‏ وانتخب عضو مجلس ولاية نيويورك ‏.